# Michał Karapuda
Michał Bartosz Karapuda (ur. 3 września 1976 w Krasnymstawie) – polski menedżer kultury i urzędnik samorządowy. 
W latach 2013–2024 dyrektor Wydziału Kultury Urzędu Miasta Lublin. Koordynator obchodów 700-lecia miasta oraz 450. rocznicy podpisania Unii Lubelskiej. Od 2024 roku dyrektor Teatru Starego w Lublinie.